# Hanna F. Pitkin
Hanna Fenichel Pitkin (* 17. Juli 1931 in Berlin; † 6. Mai 2023 in Los Angeles) war eine US-amerikanische Politikwissenschaftlerin. Sie war emeritierte Professorin für Politische Theorie an der University of California, Berkeley. Sie war insbesondere für ihre Beiträge zum Verständnis politischer Repräsentation bekannt, für die sie 2003 mit dem Johan-Skytte-Preis ausgezeichnet wurde.

## Leben
Hanna Pitkin wuchs in Berlin auf. Ihr Vater war der jüdische Psychoanalytiker Otto Fenichel. Gemeinsam mit ihrer Familie emigrierte sie über Prag und Norwegen in die USA. Arno Waschkuhn beschreibt, dass Pitkin in einem mehrsprachigen und multikulturellen Milieu aufwuchs.
1961 promovierte Pitkin an der University of California und gilt als Schülerin von Sheldon Wolin. Sie lehrte neben der University of California unter anderem an der University of Wisconsin. 1980 wurde sie in die American Academy of Arts and Sciences aufgenommen.
Als Ehrung ihres wissenschaftlichen Werks wurde ihr 2003 der Johan-Skytte-Preis verliehen, wobei die Preisbegründung auf „ihr bahnbrechendes theoretisches Werk, vornehmlich zum Problem der Repräsentation“ abzielte.

## Werk

### The Concept of Representation
„Für das Verständnis des Begriffes der Repräsentation ist es notwendig, die verschiedenen normativen Modelle darzustellen, um anschließend deren Realitätsgehalt überprüfen zu können.[…] Dieser Frage ist Hanna F. Pitkin nachgegangen, deren bereits 1967 verfasste Studie ‚The Concept of Representation‘, über die verschiedenen Aspekte der politischen Repräsentation bis heute zu den wichtigsten Werken gehört und als Standardwerk zu diesem Thema bezeichnet werden kann.“

Folgende drei grundlegenden normativen Bedeutungsebenen von politischer Repräsentation legt Hanna Pitkin frei:
- Formalistische Repräsentation

- Autorisieren
- Rechenschaftspflichtig sein,

- Standing-For Perspektive;

- Deskriptive Repräsentation
- Symbolische Repräsentation

- Acting-For Perspektive;

- Substantielle Repräsentation

### Weitere Schwerpunkte
„Pitkins Interessen liegen breit gestreut, in der europäischen politischen Theorie
von der Antike bis zur Gegenwart, der Psychoanalyse und der Sprachphilosophie
sowie Textanalyse. Pionierarbeit leistete sie bei der Untersuchung der Rolle des Geschlechts in der politischen Ideengeschichte.“

## Veröffentlichungen
- The Concept of Representation, Berkeley/Los Angeles 1967.
- (Hrsg.): Representation, New York 1969.
- Wittgenstein and Justice, Berkeley/Los Angeles 1972 (Neuaufl. Berkeley u. a. 1993 mit neuem Vorwort).
- Fortune Is a Woman. Gender and Politics in the Thought of Niccolü Machiavelli, Berkeley/Los Angeles 1984 (Neuaufl. Berkeley u. a. 1999 mit neuem Nachwort).
- The Attack of the Blob. Hannah Arendt's Concept of the Social, Chicago/London 1998.
- Representation and Democracy: Uneasy Alliance. In: Scandinavian Political Studies, Vol. 27, No. 3, 2004, S. 335–342.[8]